# I’ll Always Be Around
Az I'll Always Be Around című dal az amerikai C+C Music Factory 1995-ben megjelent kislemeze a 3. C+C Music Factory című stúdióalbumról. A dalban közreműködött az A.S.K. M.E. nevű női trió és Vic Black is.
A dal az US Billboard Dance kislemezlista 1. helyén végzett, de slágerlistás helyezést ért el az Egyesült Királyságban is, ahol 42., míg Új-Zélandon a 38. helyig jutott.

## Megjelenések
12"  Európa MCA Records – MCT 33527
- A1	I'll Always Be Around (The Jeep Mix) 4:31
- A2	I'll Always Be Around (Outta Da Ghetto Mix Part 1) 5:06
- A3	I'll Always Be Around (Hip Hop Club Mix) 4:24
- B1	I'll Always Be Around (The C+C House Mix) 11:45
- B2	I'll Always Be Around (Outta Da Ghetto Mix Part 2) 4:44

## Slágerlista
| Slágerlista (1995)                 | Legjobb helyezések |
| ---------------------------------- | ------------------ |
| Brit kislemezlista                 | 42                 |
| U.S. Billboard Hot Dance Club Play | 1                  |
| Svédország (Sverigetopplistan)     | 51                 |
| Új-Zéland (Sverigetopplistan)      | 38                 |

## Felhasznált zenei alapok
A dalhoz az alábbi zenei alapokat használták fel: 
- James Brown – Make It Funky (1971)[7]